# جوليس ماريون
جوليس ماريون هو سياسي كندي، ولد في 19 نوفمبر 1884 في كندا، وتوفي في 5 أبريل 1941 في كندا. حزبياً، نشط في Saskatchewan Progress Party ‏. وقد انتخب عضو المجلس التشريعي من ساسكاتشوان.